# Municipio de York (condado de Steuben)
El municipio de York (en inglés: York Township) es un municipio ubicado en el condado de Steuben en el estado estadounidense de Indiana. En el año 2010 tenía una población de 733 habitantes y una densidad poblacional de 12,75 personas por km².

## Geografía
Según la Oficina del Censo de los Estados Unidos, tiene una superficie total de 57.47 km², de la cual 57,47 km² corresponden a tierra firme y (0 %) 0 km² es agua.

## Demografía
Según el censo de 2010, había 733 personas residiendo en el municipio de York. La densidad de población era de 12,75 hab./km². De los 733 habitantes, el municipio de York estaba compuesto por el 97,54 % blancos, el 0,82 % eran afroamericanos, el 0,95 % eran asiáticos, el 0,14 % eran isleños del Pacífico, el 0,14 % eran de otras razas y el 0,41 % eran de una mezcla de razas. Del total de la población el 0,95 % eran hispanos o latinos de cualquier raza.